# Narcolepsia
Narcolepsia é uma perturbação neurológica crónica caracterizada pela diminuição da capacidade de regulação do ritmo de sono e de despertar. O sintoma mais comum é sonolência excessiva durante o dia, que pode ocorrer a qualquer hora e geralmente dura de alguns segundos a alguns minutos. Cerca de 70% das pessoas afetadas também manifesta episódios de cataplexia, uma perda súbita de força muscular. Os sintomas podem ser espoletados por emoções intensas. Ainda que de forma pouco comum, pode também ocorrer paralisia do sono ou alucinações ao adormecer ou acordar. As pessoas com narcolepsia tendem a dormir aproximadamente o mesmo número de horas que as restantes pessoas, embora a qualidade do sono tenda a ser pior.
Desconhece-se a causa exata da narcolepsia, existindo diversas potenciais causas. Em cerca de 10% dos casos existem antecedentes familiares da condição. Nas pessoas com a condição é frequente observar-se baixos níveis do neuropeptídeo orexina, o que pode ser devido a uma perturbação autoimune. Eventuais traumas, infeções, toxinas ou stresse psicológico podem também estar implicados. O diagnóstico geralmente baseia-se nos sinais e sintomas e em estudos de sono, depois de serem descartadas outras potenciais causas. A sonolência excessiva durante o dia pode também ser causada por outras condições que perturbam o sono, como apneia do sono, depressão nervosa, anemia, insuficiência cardíaca, consumo de álcool e não dormir horas suficientes. A cataplexia pode ser confundida com ataques epilépticos.
Embora não exista cura, os sintomas podem ser atenuados mediante diversas alterações no estilo de vida e medicamentos. Entre as alterações no estilo de vida estão sestas curtas e regulares e medidas de higiene do sono. Os medicamentos usados incluem modafinil, oxibato de sódio e metilfenidato. Embora os medicamentos sejam eficazes numa fase inicial, ao longo do tempo a pessoa pode desenvolver tolerância aos seus benefícios. A cataplexia pode ser melhorada com antidepressivos tricíclicos e inibidores seletivos de recaptação de serotonina.
A doença afeta entre 0,2 e 600 em cada 100 000 pessoas. Na maior parte dos casos a condição tem início na infância, e afeta homens e mulheres em igual proporção. Caso não seja tratada, a narcolepsia aumenta o risco de acidentes de viação e de quedas. O termo "narcolepsia" foi usado pela primeira vez em 1880 por Jean-Baptiste-Édouard Gélineau e tem origem no grego νάρκη (narkē), significando "dormência" e λῆψις (lepsis) com o significado de "ataque".